# Richard Manning Jefferies
Richard Manning Jefferies, född 27 februari 1889 i Union County i South Carolina, död 20 april 1964 i Charleston i South Carolina, var en amerikansk demokratisk politiker. Han var South Carolinas guvernör 1942–1943.
Jefferies utexaminerades 1910 från University of South Carolina. År 1960 blev han hedersdoktor i juridik vid sitt gamla alma mater. Han var tillförordnad talman i South Carolinas senat 1941–1942. Guvernör Joseph Emile Harley avled 1942 i ämbetet och efterträddes av Jefferies. Han efterträddes sedan 1943 i guvernörsämbetet av Olin D. Johnston.